# 羽 (羽村市)
羽（はね）は、東京都羽村市の大字。住居表示未実施区域。

## 地理
羽村市の東西端にあり、多摩川沿岸とあきる野市の境界の間にある東部と、瑞穂町の境界の付近にある西部の二箇所に設置されている。

### 河川
- 多摩川

### 地価
住宅地の地価は、2025年（令和7年）1月1日の公示地価によれば、羽字玉川附690番62の地点で8万8200円/m2となっている。

## 世帯数と人口
2025年（令和7年）7月1日現在（羽村市発表）の世帯数と人口は以下の通りである。
- 世帯数 : 230世帯
- 人口 : 408人

### 人口の変遷
国勢調査による人口の推移。
| 年                 | 人口 |
| ------------------ | ---- |
| 1995年（平成7年）  | 486  |
| 2000年（平成12年） | 480  |
| 2005年（平成17年） | 564  |
| 2010年（平成22年） | 500  |
| 2015年（平成27年） | 594  |
| 2020年（令和2年）  | 595  |

### 世帯数の変遷
国勢調査による世帯数の推移。
| 年                 | 世帯数 |
| ------------------ | ------ |
| 1995年（平成7年）  | 159    |
| 2000年（平成12年） | 164    |
| 2005年（平成17年） | 181    |
| 2010年（平成22年） | 174    |
| 2015年（平成27年） | 169    |
| 2020年（令和2年）  | 170    |

## 学区
市立小・中学校に通う場合、学区は以下の通りとなる（2012年6月時点）。
| 区域     | 小学校               | 中学校                 |
| -------- | -------------------- | ---------------------- |
| 字玉川附 | 羽村市立羽村東小学校 | 羽村市立羽村第一中学校 |
| 字武蔵野 | 羽村市立松林小学校   | 羽村市立羽村第二中学校 |

## 交通

### 道路
- 東京都道163号羽村瑞穂線

## 事業所
2021年（令和3年）現在の経済センサス調査による事業所数と従業員数は以下の通りである。
- 事業所数 : 23事業所
- 従業員数 : 634人

### 事業者数の変遷
経済センサスによる事業所数の推移。
| 年                 | 事業者数 |
| ------------------ | -------- |
| 2016年（平成28年） | 16       |
| 2021年（令和3年）  | 23       |

### 従業員数の変遷
経済センサスによる従業員数の推移。
| 年                 | 従業員数 |
| ------------------ | -------- |
| 2016年（平成28年） | 540      |
| 2021年（令和3年）  | 634      |

## 施設
- 羽村市郷土博物館
- 東京都立羽村高等学校
- 羽村市動物公園
- 西多摩自動車学校
- 羽村三慶病院

## その他

### 日本郵便
- 郵便番号 : 205-0012[3]（集配局 : 羽村郵便局[16]）。